# قلعة النصر (لعبة فيديو)
لعبة قلعة النصر (بالإنجليزية: Victory Castle)‏ هي لعبة فيديو- لعبه مغامرات عربية ثلاثية الأبعاد أنتجتها شركة أفكار ميديا سوريا.